# Sophronica exocentroides
Sophronica exocentroides är en skalbaggsart som beskrevs av Stefan von Breuning och Teocchi 1973. Sophronica exocentroides ingår i släktet Sophronica och familjen långhorningar. Inga underarter finns listade i Catalogue of Life.